# Campionati europei di dressage 1981
I Campionati europei di dressage 1981 si sono svolti a Laxenburg, in Austria. 

## Podi
| Evento           | Oro                 | Argento                 | Bronzo           |
| Gara individuale | Uwe Schulten-Baumer | Christine Stückelberger | Gabriela Grillo  |
| Gara a squadre   | Germania Ovest      | Svizzera                | Unione Sovietica |

## Medagliere
| Posiz. | Nazione          | Oro | Argento | Bronzo | Totale |
| ------ | ---------------- | --- | ------- | ------ | ------ |
| 1      | Germania Ovest   | 2   | 0       | 1      | 3      |
| 2      | Svizzera         | 0   | 2       | 0      | 2      |
| 3      | Unione Sovietica | 0   | 0       | 1      | 1      |
| Totale | Totale           | 2   | 2       | 2      | 6      |